# Омельченки (Чугуївський район)
Оме́льченки —  село в Україні, у Зміївській міській громаді Чугуївського району Харківської області. Населення становить 199 осіб. До 2020 орган місцевого самоврядування — Задонецька сільська рада.

## Географія
Село Омельченки знаходиться за 4 км від річки Сіверський Донець (лівий берег), примикає до селища Дачне, на відстані 2 км розташоване село Камплиця, на відстані 3 км — село Задонецьке. Між річкою і селом розташований великий лісовий масив (сосна). До села примикає велике осушене болото — урочище Сухий Лиман. На відстані 2,5 км знаходиться залізнична станція Будинок Відпочинку, за 3 км проходить автомобільна дорога Р78.

## Історія
1689 — дата заснування.
12 червня 2020 року, відповідно до Розпорядження Кабінету Міністрів України  № 725-р «Про визначення адміністративних центрів та затвердження територій територіальних громад Харківської області», увійшло до складу Зміївської міської громади.
19 липня 2020 року, в результаті адміністративно-територіальної реформи та ліквідації Зміївського району, село увійшло до складу Чугуївського району Харківської області.

## Населення

### Мова
Розподіл населення за рідною мовою за даними перепису 2001 року:
| Мова            | Кількість | Відсоток |
| --------------- | --------- | -------- |
| українська      | 180       | 90.46%   |
| російська       | 17        | 8.54%    |
| білоруська      | 1         | 0.50%    |
| інші/не вказали | 1         | 0.50%    |
| Усього          | 199       | 100%     |

## Економіка
- Молочно-товарна ферма.
- Невеликий піщаний кар'єр.